# 大米七香蕉
大米七香蕉（英語：Gros Michel）是起源於馬提尼克跟牙買加的香蕉，屬於小果野蕉。

## 背景
大米七香蕉是小果野蕉的三倍體品種，屬AAA種。由於其沒有果籽、外皮厚、外型誘人的特性，使它為美國的香蕉公司所歡迎，是1950年代前进口美國的主要香蕉栽培品種。

## 歷史

### 起源與傳播
19世紀初，法國博物學家尼古拉·博丹在東南亞遊歷時，帶了些球莖到加勒比海上的馬提尼克的植物園種植。1835年，法國植物學家讓·普亞把大米七由馬提尼克帶到牙買加。這兩處地方因此成為大米七香蕉的起源地。1870年，美國的電報號船長洛伦佐·道·贝克由牙買加帶大米七到美國出售，並開始他進口香蕉的事業。

### 商業化
1885年，貝克和安德魯·普雷斯頓成立波士頓果品公司，大量進口大米七，使大米七成為入口到美國的主要香蕉。

### 黃葉病危機
20世紀初黃葉病出現感染大米七香蕉，使產量下降。在1923年發表的美國歌曲《是的！我們沒有香蕉》，據說是描述香蕉因黃葉病而供應短缺的情況。1960年左右，大量農地被迫荒廢，種植大米七的公司都幾近破產，直到他們開始轉種香芽蕉。最後一批運抵美國的大米七在1965年售出。

### 衰落與絕跡
由於黃葉病擴散，大米七已在美洲和非洲絕跡，但部分大米七仍存在於泰國。